# Radwimps
Radwimps (ラッドウインプス, Raddo'uinpusu), stylisé RADWIMPS, est un groupe de rock japonais, originaire de la Préfecture de Kanagawa. Leur nom provient de l'anglais rad et wimp, que les membres du groupe traduisent par « super-mauviette »,. Leur style musical comprend de nombreuses influences, dont le rap et le ska. 

## Biographie
Radwimps est initialement formé en 2001 dans la Préfecture de Kanagawa, au Japon, pendant leur première année au lycée,. Les cinq membres sont amis depuis l'école secondaire. Le chanteur Yōjirō Noda s'intéresse à la musique après avoir écouté Oasis et tenté de les imiter à la guitare. Il lui sera demandé de devenir membre d'un groupe, qu'il associera au basketball.
Les activités du groupe commencent à Yokohama pendant leur premier concert au BB Street de Kannai le 5 février 2002. À ce stade, le guitariste Akira Kuwahara arrête ses études pour se consacrer au groupe. En septembre et août 2002, le groupe participe au Yokohama High School Music Festival, et remporte finalement le premier prix du concours avec le morceau Moshi mo. Moshi mo devient le premier single du groupe, sorti en mai 2003, avec 10 000 exemplaires pressés, vendu pour 100 yen. Après ce single, le groupe tourne dans la région de Yokohama, jouant notamment seul au Club 24West. Le groupe publie son premier album, Radwimps, en juillet au label indépendant Newtraxx. En août, après le Yokohama High School Music Festival, le groupe se met en pause pour que Noda et les autres membres se consacrent à leurs examens.
Radwimps revient de sa pause en mars 2004, mais Kei Asō, Yūsuke Saiki et Akio Shibafumi décident de ne pas continuer. Des auditions s'organisent alors, et le groupe jette son dévolu pour le batteur Satoshi Yamaguchi et le bassiste Yusuke Takeda, qui sont recrutés sans même avoir joué devant eux,. Takeda a rencontré les membres en août 2003 lorsqu'il était dans différents groupes qui jouaient au Yokohama High School Music Festival. Le groupe enregistre d'autres morceaux et publie en juillet son deuxième single, Kiseki, puis effectue une tournée japonaise de trois mois,. Immédiatement après la fin de la tournée, le groupe commence à enregistrer son deuxième album, Radwimps 2: Hatten Tojō, qui est finalisé à la fin de l'année, et publié en mars l'année suivante. Directement après cette sortie, le groupe démarre une tournée de cinq mois, Radwimps Haruna Tour (はるなっTOUR), et joue à des festivals notoires comme le Setstock, Rock in Japan et le Summer Sonic,. À cette période, ils publient un troisième single, Hexun / Kanashi, qui est leur premier à atteindre les charts.
En novembre, le groupe publie son premier single chez une major, Toshiba EMI, intitulé Nijūgoko-me no Senshokutai, suivi par EDP (Tonde Hi ni Iru Natsu no Kimi) tous deux classés dans le top 50. En ce qui concerne le fait d'être passé chez un label, Noda explique que le groupe ne s'est jamais senti plus sûr d'être en major qu'en indépendant, et que « si ça avait été le cas, ça aurait été une grosse erreur,. » Le troisième album du groupe, et leur premier chez une major, Radwimps 3: Mujintō ni Motte Ikiwasureta Ichimai, en mars 2006, marque le début de leur popularité, et se place 13e de l'Oricon. Radwimps 3 assiste à un changement de style musical dans lequel le groupe est plus expérimental.
À la fin 2006, la popularité du groupe s'accroit d'une manière significative : l'album Radwimps 4: Okazu no Gohan, mené par ses singles du top 20 Futarigoto et Yūshinron et du top 5 Setsuna Rensa, atteint la 5e place des charts et se vend initialement à 100 000 exemplaires. À cette période, d'anciens albums du groupe, comme Radwimps, Radwimps 2 et Kiseki commencent à atteidre aussi les charts pendant une longue période, Radwimps étant même certifié disque d'or par la Recording Industry Association of Japan. Pendant les trois années qui suivent, Radwimps et Radwimps 2 restent approximativement pendant 100 semaines dans les charts et, au début de 2011, Radwimps 3 et Radwimps 4 continuent à y être.
En 2008, le groupe voit son single Order Made classé premier de l'Oricon. Leur album Altocolony no Teiri se vend à près de 213 000 exemplaires pendant sa première semaine de sortie, et atteint la deuxième place de l'Oricon. Le groupe atteint encore une fois la première place avec le single Dada en 2011. En 2011 sort leur sixième album, Zettai Zetsumei, qui atteint la deuxième place de l'Oricon et est certifié disque de platine par la RIAJ. Le 11 mars 2012, Radwimps sort le single Hakujitsu (白日) sur YouTube, pour commémorer la première année après le séisme et tsunami de Tōhoku  en 2011.
Le groupe travaille en 2016 sur la bande son du film Your Name. (君の名は。, Kimi no Na wa.) de Makoto Shinkai. L'album s'écoule à 305 100 exemplaires au Japon. Le 19 avril 2017, en plein milieu de leur tournée Human Bloom Tour, Radwimps joue pour Coldplay au Tokyo Dome.
En 2019, le groupe collabore de nouveau avec Makoto Shinkai et réalise la bande son de son film Les Enfants du Temps (天気の子, Tenki no ko). En novembre 2022, ils collaborent pour la troisième fois avec Makoto Shinkai en composant et interprétant la bande original de son dernier film Suzume (すずめの戸締り, Suzume no tojimari).

## Membres

### Membres actuels
- Yōjirō Noda (野田洋次郎?) : chant (depuis 2001), guitare (depuis 2005)
- Yusuke Takeda (武田祐介?) : basse, chœurs (depuis 2003)
- Satoshi Yamaguchi (山口智史?) : batterie, chœurs (depuis 2003)

### Anciens membres
- Yūsuke Saiki  (斉木祐介?) : guitare (2001-2002)
- Kei Asō (朝生恵?) : basse (2001-2002)
- Akio Shibafuji (芝藤昭夫?) : batterie (2001-2002)
- Akira Kuwahara (桑原彰?) : guitare, chœurs (2001-2024)

## Discographie

### Albums studio
- 2003 : Radwimps
- 2005 : Radwimps 2: Hatten Tojō (発展途上?)
- 2006 : Radwimps 3: Mujintō ni Motte Ikiwasureta Ichimai (無人島に持っていき忘れた一枚?)
- 2006 : Radwimps 4: Okazu no Gohan (おかずのごはん?)
- 2009 : Altocolony no Teiri (アルトコロニーの定理?)
- 2011 : Zettai Zetsumei (絶体絶命?)
- 2013 : Batsu to Maru to Tsumi to (Xと○と罪と?)
- 2016 : Your Name. (君の名は。?)
- 2018 : Anti Anti Generation
- 2019 : Weathering With You (天気の子?)
- 2021 : 2+0+2+1+3+1+1= 10 years 10 songs
- 2021 : FOREVER DAZE
- 2022 : Original Soundtrack of "The Last Ten Years"
- 2022 : Suzume (すずめの戸締まり)
- 2024 : BACK TO THE LIVE HOUSE TOUR 2023 (live)

### Singles
- Moshi mo (もしも?) (2003)
- Kiseki (祈跡?) (2004)
- Hekkushun / Kanashi (へっくしゅん / 愛し（かなし）?) (2005)
- Nijūgokome no Senshokutai (25コ目の染色体?) (2005)
- EDP ~Tonde Hi ni Hairu Natsu no Kimi~ (イーディーピー 〜飛んで火に入る夏の君〜?) (2006)
- Futarigoto (ふたりごと?) (2006)
- Yūshinron (有心論?) (2006)
- SETSUNARENSA (セツナレンサ?) (2006)
- ORDER-MADE (オーダーメイド?) (2008)
- Manifesto (マニフェスト?) (2010)
- Keitai Denwa (携帯電話?) (2010)
- Dada (2011)
- Kyōshinshō (狭心症?) (2011)
- Sprechchor (シュプレヒコール, Shupurehikōru?) (2012)
- Dreamer's High (ドリーマーズ・ハイ, Dorīmāzu Hai?) (2013)
- Gogatsu no Hae (五月の蝿?) (2013)
- Last Virgin (ラストバージン, Rasuto Bājin?) (2013)
- Kigou To Shite / 'I' Novel (2015)
- Saihate Aini / Brain Washing (2017)
- Mountain Top / Shape Of Miracle (2018)
- PAPARAZZI (English Version) (2019)
- We'll be alright (2019)
- Light The Light (2020)
- Nekojarashi (2020)
- SHINSEKAI (2020)
- GogatsunoHae / LastVirgin (2020)
- Dreamer's Hight (2020)
- Picnic (2020)
- cocorononaca (2020)
- Catharsist (2020)
- Blame Summer (2020)
- Iron Feather (2021)
- TWILIGHT (2021)
- Utakata-Uta (2021)
- MAKAFUKA (2021)
- NINGEN GOKKO (2022)
- Suzume (2022)
- KANATA HALUKA (2022)
- KANASHIBARI (2023)
- DAI-DAN-EN (2023)